# Liste der Baudenkmäler in der Schwanthalerhöhe
Auf dieser Seite sind die Baudenkmäler im Münchner Stadtteil Schwanthalerhöhe im gleichnamigen Stadtbezirk 8 aufgelistet. Zu diesen Baudenkmälern gibt es auch eine Bildersammlung und ein Fotoalbum mit ausgewählten Bildern.
Diese Liste ist Teil der Liste der Baudenkmäler in München. Grundlage ist die Bayerische Denkmalliste, die auf Basis des bayerischen Denkmalschutzgesetzes vom 1. Oktober 1973 erstmals erstellt wurde und seither durch das Bayerische Landesamt für Denkmalpflege geführt und aktualisiert wird. Die folgenden Angaben ersetzen nicht die rechtsverbindliche Auskunft der Denkmalschutzbehörde.

## Ensembles

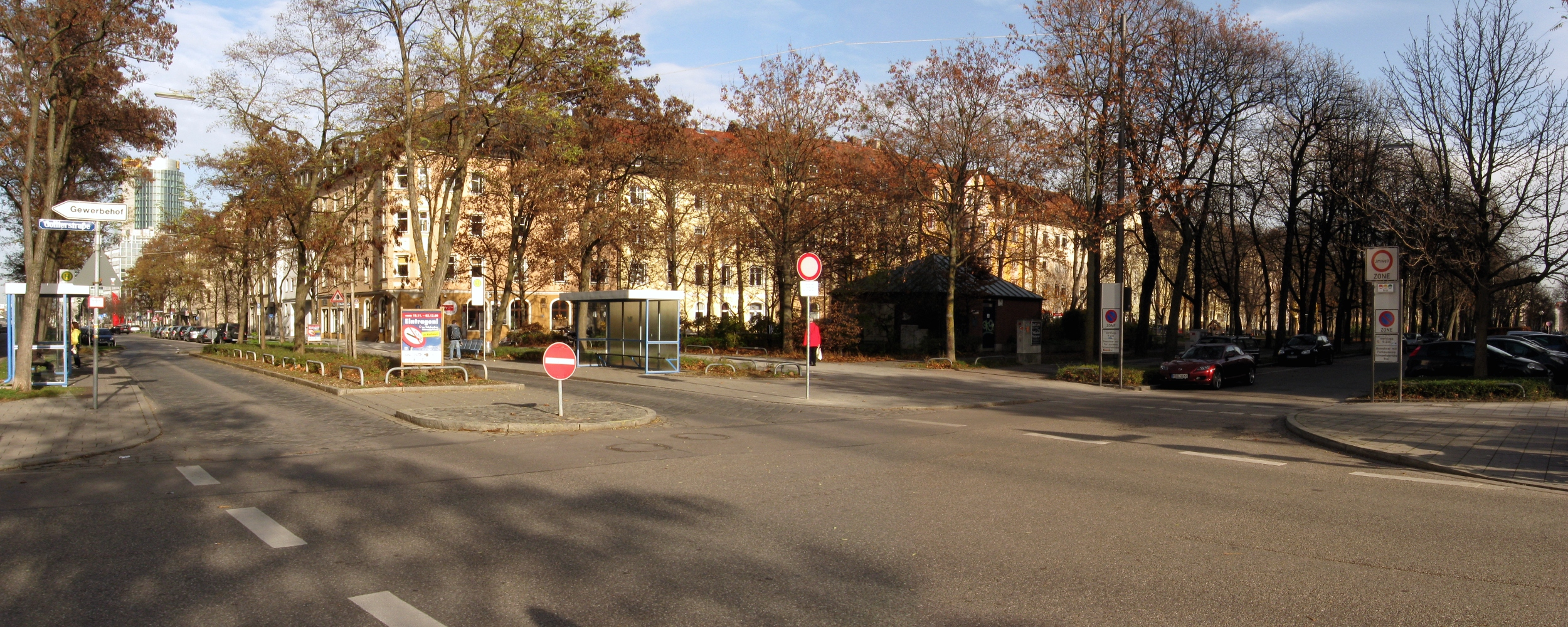
Gollierplatz

- Gollierplatz. Der Gollierplatz mit seiner geschlossenen Bebauung an der Nordseite, der aufgelockerten Bebauung im Süden und mit den sich östlich anschließenden Wohnblocks ist als Beispiel für ein um die Jahrhundertwende planmäßig angelegtes Stadtteilzentrum ein Ensemble von städtebaulicher Bedeutung. (E-1-62-000-19)

## Einzelbauwerke

### A
| Lage                                              | Objekt                                       | Beschreibung | Akten-Nr.        | Bild                        |
| ------------------------------------------------- | -------------------------------------------- | --- | ---------------- | --------------------------- |
| Alter Messeplatz 2 (Standort)                     | Mietshaus                                    | neubarocker Eckbau, mit Erkern, 1897/98 von Ignatz Batz | D-1-62-000-4524  | weitere Bilder              |
| Alter Messeplatz 4 (Standort)                     | Mietshaus                                    | Neurenaissance, mit Mittelerker, reich gegliedert, um 1890 | D-1-62-000-4525  | weitere Bilder              |
| Alter Messeplatz 6 (Standort)                     | Mietshaus                                    | Neurenaissance, 1892 von Georg Guinin; mit 1911 datiertem Marienfresko | D-1-62-000-4526  | weitere Bilder              |
| Alter Messeplatz 8 (Standort)                     | Mietshaus                                    | Neurenaissance, mit Erkerturm an der Ecke, Rohbackstein mit Putzgliederungen, 1890 von Ignatz Batz | D-1-62-000-4527  | weitere Bilder              |
| Am Bavariapark 5 (Standort)                       | Ausstellungsgebäude                          | Teile des ehemaligen Messegeländes, sogenannte Alte Messe: drei ehemalige Ausstellungsbauten, jetzt Deutsches Museum – Verkehrszentrum, großflächig durchfensterte, weit gespannte Hallen in Eisenbeton- bzw. Eisenskelettbauweise, im Reformstil, von Wilhelm Bertsch, 1907/08, nach Schäden im Zweiten Weltkrieg wieder hergestellt | D-1-62-000-6856  | weitere Bilder              |
| Anglerstraße 1 (Standort)                         | Mietshaus                                    | viergeschossiger Mansardwalmdachbau, Putzfassade mit Sockelrustika, Putzfeldern, Sohlbank- und Traufgesims, 1902 | D-1-62-000-342   | Mietshaus                   |
| Anglerstraße 4/6; Heimeranstraße 68/70 (Standort) | Ehemalige Nähmaschinenfabrik Strobel & Söhne | erdgeschossiger Eisenbetonbau mit Satteldach, von Ernst Liebergesell, 1933, aufgestockt zu einem insgesamt fünfgeschossigen Eisenbetonbau mit flachem Satteldach, mit Rasterfassade und zwei polygonal vortretenden Treppenhäusern, von Georg Eglinger, 1951/52                                                                       | D-1-62-000-11203 | BW                          |
| Anglerstraße 7 (Standort)                         | Mietshaus                                    | barockisierender Jugendstil, mit zwei Erkern, 1912/13 von Jakob Heilmann und Max Littmann | D-1-62-000-343   | Mietshaus                   |
| Anglerstraße 8 (Standort)                         | Mietshaus                                    | viergeschossiger Mansardwalmdachbau, Putzfassade mit Sockelrustika, Zwerchhauserker mit Dreiecksgiebel, gerader Verdachung und Stuck, von Paul Böhmer, 1901/02 | D-1-62-000-344   | Mietshaus                   |
| Anglerstraße 9 (Standort)                         | Mietshaus                                    | barockisierender Jugendstil mit Flacherkern, 1912/13 von Jakob Heilmann und Max Littmann; Gruppe mit Nr. 11 | D-1-62-000-345   | Mietshaus                   |
| Anglerstraße 11 (Standort)                        | Mietshaus                                    | barockisierender Jugendstil, mit Flacherkern, 1912/13 von Jakob Heilmann und Max Littmann; Gruppe mit Nr. 9 | D-1-62-000-346   | Mietshaus                   |
| Anglerstraße 12 (Standort)                        | Mietshaus                                    | barockisierender Jugendstil, mit Erkern, 1912/13 von Jakob Heilmann und Max Littmann; Gruppe mit Nr. 14 und 16 | D-1-62-000-347   | Mietshaus                   |
| Anglerstraße 14 (Standort)                        | Mietshaus                                    | barockisierender Jugendstil, mit Erkern, 1912/13 von Jakob Heilmann und Max Littmann; Gruppe mit Nr. 12 und 16. ehemals unter der Nummer D-1-62-000-348 separat aufgeführt | D-1-62-000-347   | Mietshaus                   |
| Anglerstraße 16 (Standort)                        | Mietshaus                                    | barockisierender Jugendstil, mit Erker, 1912/13 von Jakob Heilmann und Max Littmann; Gruppe mit Nr. 12 und 14 ehemals unter der Nummer D-1-62-000-8027 separat aufgeführt | D-1-62-000-347   | Mietshaus                   |
| Anglerstraße 18 (Standort)                        | Mietshaus                                    | barockisierender Jugendstil, mit Erker, 1912/13 von Jakob Heilmann und Max Littmann; Gruppe mit Nr. 20 und 22 | D-1-62-000-349   | Mietshaus                   |
| Anglerstraße 19a/21/23/25 (Standort)              | Teil einer Wohnanlage                        | sechsgeschossige Walmdachbauten in Form eines vierflügeligen Blockes um Innenhof, Putzfassade mit Sohlbankgesims, Attikageschoss und Tierskulpturen, von Theodor Fischer von 1927/28; siehe Ganghoferstraße 46 ehemals unter der Nummer D-1-62-000-350 separat aufgeführt                                                             | D-1-62-000-2037  | Teil einer Wohnanlage       |
| Anglerstraße 20 (Standort)                        | Mietshaus                                    | barockisierender Jugendstil, 1912/13 von Jakob Heilmann und Max Littmann; Gruppe mit Nr. 18 und 22 | D-1-62-000-351   | Mietshaus                   |
| Anglerstraße 22 (Standort)                        | Mietshaus                                    | barockisierender Jugendstil, mit Erker, 1912/13 von Jakob Heilmann und Max Littmann; Gruppe mit Nr. 18 und 20 | D-1-62-000-353   | Mietshaus                   |
| Anglerstraße 28/30/32 (Standort)                  | Teil einer Wohnanlage                        | 1927/28 von Eduard Herbert und Otho Orlando Kurz; siehe Ganghoferstraße 52/54/56/58 ehemals unter der Nummer D-1-62-000-355 separat aufgeführt | D-1-62-000-2038  | Teil einer Wohnanlage       |
| Astallerstraße 4 (Standort)                       | Mietshaus                                    | neubarock, mit Putz- und Stuckdekor, 1904 von Ernst Dressler | D-1-62-000-433   | Mietshaus                   |
| Astallerstraße 6 (Standort)                       | Mietshaus                                    | neubarock, reich gegliedert und stuckiert, 1904 von Ernst Dressler | D-1-62-000-434   | Mietshaus                   |
| Astallerstraße 11 (Standort)                      | Mietshaus                                    | neubarock, mit erhöhtem Eckrisalit, 1900 von Philipp Avril | D-1-62-000-435   | Mietshaus                   |
| Astallerstraße 12 (Standort)                      | Mietshaus                                    | neubarock, Eckbau mit Erker und Stuckdekor, 1899 von R. Barbist; Gruppe mit Guldeinstraße 38 | D-1-62-000-436   | Mietshaus                   |
| Astallerstraße 13 (Standort)                      | Mietshaus                                    | viergeschossiger Mansardwalmdachbau, schlichte Putzfassade, von Philipp Avril, 1899, vereinfacht | D-1-62-000-437   | Mietshaus                   |
| Astallerstraße 14 (Standort)                      | Mietshaus                                    | Neurenaissance, 1901 von M. Schmid; Einheit mit Guldeinstraße 37 | D-1-62-000-438   | Mietshaus                   |
| Astallerstraße 15 (Standort)                      | Mietshaus                                    | schlichte Neurenaissance, 1899 von Philipp Avril; zum Teil vereinfacht | D-1-62-000-439   | Mietshaus                   |
| Astallerstraße 17 (Standort)                      | Mietshaus                                    | viergeschossiger Krüppelwalmdach mit seitlichem Zwerchhauserker, Dreiecksgiebel und Balkonen, im Reformstil von Jakob Heilmann und Max Littmann, 1912 | D-1-62-000-440   | Mietshaus                   |
| Astallerstraße 19 (Standort)                      | Mietshaus                                    | viergeschossiger Mansardwalmdachbau mit zentralem Zwerchhauserker, Dreiecksgiebel und Treppenhausrisalit, im Reformstil, 1912 von Jakob Heilmann und Max Littmann; Gruppe mit Nr. 21 | D-1-62-000-441   | Mietshaus                   |
| Astallerstraße 21 (Standort)                      | Mietshaus                                    | viergeschossiger Mansardwalmdachbau mit zentralem Zwerchhauserker, Dreiecksgiebel und Treppenhausrisalit, im Reformstil, 1912 von Jakob Heilmann und Max Littmann; Gruppe mit Nr. 19 | D-1-62-000-442   | Mietshaus                   |
| Astallerstraße 22 (Standort)                      | Mietshaus                                    | barockisierend, 1919/20 von Ludwig Naneder; ursprünglich mit Westendstraße 143/145 zusammengehörig | D-1-62-000-443   | Mietshaus                   |
| Astallerstraße 24 (Standort)                      | Mietshaus                                    | viergeschossiger Mansardwalmdachbau mit Zwerchhausrisalit, Dreiecksgiebel und Balkonen, im Reformstil, 1913 von Jakob Heilmann und Max Littmann; Gruppe mit Nr. 26 | D-1-62-000-444   | Mietshaus                   |
| Astallerstraße 25 (Standort)                      | Mietshaus                                    | in Ecklage, später Jugendstil, mit Stuckdekor, 1909 von Hans Thaler | D-1-62-000-445   | Mietshaus                   |
| Astallerstraße 26 (Standort)                      | Mietshaus                                    | viergeschossiger Mansardwalmdachbau mit Zwerchhausrisalit, Dreiecksgiebel und Balkonen, im Reformstil, 1913 von Jakob Heilmann und Max Littmann; Gruppe mit Nr. 24 | D-1-62-000-446   | Mietshaus                   |
| Astallerstraße 28/30/32/34 (Standort)             | Teil eines Wohnhäuserblocks                  | barockisierend, 1924–26 von Ludwig Naneder; siehe Gollierstraße 81/83/85/87/89/91 ehemals unter der Nummer D-1-62-000-447 separat aufgeführt | D-1-62-000-2245  | Teil eines Wohnhäuserblocks |

### B
| Lage                                  | Objekt                                                                  | Beschreibung | Akten-Nr.       | Bild                  |
| ------------------------------------- | ----------------------------------------------------------------------- | --- | --------------- | --------------------- |
| Bergmannstraße 27/29/31/33 (Standort) | Teil einer Wohnanlage                                                   | 1920–22 von Ludwig Naneder, siehe Gollierstraße 54/56/56a/56b ehemals unter der Nummer D-1-62-000-712 separat aufgeführt | D-1-62-000-2241 | Teil einer Wohnanlage |
| Bergmannstraße 35 (Standort)          | Ledigenheim                                                             | (Wohnheim für Männer), Rohziegel-Gruppenbau in Formen der Neuen Sachlichkeit, 1925–27 von Theodor Fischer; bildet mit der Auferstehungskirche (Gollierstraße 55) eine Gruppe | D-1-62-000-713  | Ledigenheim           |
| Bergmannstraße 36 (Standort)          | Volksschule                                                             | Neurenaissance, 1889–91 von Friedrich Löwel und Carl Hocheder d. Ä. | D-1-62-000-714  | Volksschule           |
| Bergmannstraße 38/40/42/44 (Standort) | Wohnanlage (sogenannter Grüner Block) des "Wohnbauvereins Rupertusheim" | dreiflüglig um Vorplatz angeordnet, mit langem Seitentrakt entlang der Kazmairstraße, in sachlichen Formen mit leicht expressionistischem Einschlag und Bauplastik, 1928–31 von Ludwig Naneder; mit Kazmairstraße 65–75a (ungerade); auf dem Vorplatz St. Rupprecht-Brunnen mit Figur des Heiligen, gleichzeitig | D-1-62-000-8009 | weitere Bilder        |
| Bergmannstraße 49 (Standort)          | Postgebäude mit Postamt München 12                                      | viergeschossiger Bau in Formen der Neuen Sachlichkeit, mit hohem Walmdach, 1926–28 von Robert Vorhoelzer, Franz Holzhammer und Walther Schmidt | D-1-62-000-715  | weitere Bilder        |
| Bergmannstraße 56 (Standort)          | Mietshaus                                                               | später Jugendstil, mit Eckturm, 1909 von Heinrich Stengel und Paul Hofer | D-1-62-000-716  | weitere Bilder        |
| Bergmannstraße 58 (Standort)          | Mietshaus                                                               | malerischer Eckbau in historisierenden Formen, mit Erkern und Giebeln, 1908 | D-1-62-000-717  | weitere Bilder        |
| Bergmannstraße 62 (Standort)          | Mietshaus                                                               | Jugendstil, Eckbau mit reich bewegter Fassade, 1908–09 | D-1-62-000-718  | weitere Bilder        |
| Bergmannstraße 64 (Standort)          | Mietshaus                                                               | neubarock, mit erhöhtem Mittelrisalit, reich gegliedert, 1899 von Anton Wörz | D-1-62-000-719  | weitere Bilder        |
| Bergmannstraße 66 (Standort)          | Mietshaus                                                               | neubarocker Eckbau, reich gegliedert, 1898–99 von Anton Wörz | D-1-62-000-720  | weitere Bilder        |

### F
| Lage                        | Objekt    | Beschreibung | Akten-Nr.       | Bild      |
| --------------------------- | --------- | --- | --------------- | --------- |
| Fäustlestraße 3 (Standort)  | Mietshaus | später Jugendstil, mit zwei durch Balkone verbundenen Erkern, 1912 von Peter Schneider                                | D-1-62-000-1603 | Mietshaus |
| Fäustlestraße 12 (Standort) | Mietshaus | später Jugendstil, mit Balkongittern, um 1910                                                                         | D-1-62-000-1604 | Mietshaus |
| Fäustlestraße 14 (Standort) | Mietshaus | später Jugendstil, mit Balkongittern, 1912 von Hans Thaler, nach einem Vorentwurf von Heinrich Stengel und Paul Hofer | D-1-62-000-1605 | Mietshaus |

### G
| Lage                                                                          | Objekt                                          | Beschreibung | Akten-Nr.                                   | Bild                                            |
| ----------------------------------------------------------------------------- | ----------------------------------------------- | --- | ------------------------------------------- | ----------------------------------------------- |
| Ganghoferstraße 2 (Standort)                                                  | Mietshaus                                       | deutsche Renaissance, mit zwei Erkern und Stuckdekor, 1901 von Hermann Berthold | D-1-62-000-2034                             | Mietshaus                                       |
| Ganghoferstraße 18/20 (Standort)                                              | Teil einer barockisierenden Wohnanlage          | ab 1918 von Ludwig Naneder; siehe Gollierstraße 40–52 (gerade Nummern) ehemals unter der Nummer D-1-62-000-2036 separat aufgeführt | D-1-62-000-2239                             | Teil einer barockisierenden Wohnanlage          |
| Ganghoferstraße 46 (Standort)                                                 | Hauptfront eines einheitlichen Mietshausblockes | 1927–28 von Theodor Fischer; mit Anglerstraße 19a/21/23/25, Geroltstraße 31 und Sandtnerstraße 1/1a/3/5; an den Portalen plastischer Schmuck (Tierskulpturen).                                                                             | D-1-62-000-2037                             | Hauptfront eines einheitlichen Mietshausblockes |
| Ganghoferstraße 52/54/56/58 (Standort)                                        | Einheitlicher Mietshausblock                    | mit Fassadenfiguren und Eckbalkonen, 1927–28 von Eduard Herbert und Otho Orlando Kurz; mit Anglerstraße 28/30/32, Geroltstraße 35/37/39/41/43 und Ridlerstraße 2                                                                           | D-1-62-000-2038                             | Einheitlicher Mietshausblock                    |
| Geroltstraße 2/4/6/8 (Standort)                                               | Teil einer barockisierenden Wohnanlage          | 1920–22 von Ludwig Naneder; siehe Gollierstraße 54/56/56a/56b ehemals unter der Nummer D-1-62-000-2142 separat aufgeführt | D-1-62-000-2241                             | Teil einer barockisierenden Wohnanlage          |
| Geroltstraße 5/7 (Standort)                                                   | Teil einer barockisierenden Wohnanlage          | ab 1918 von Ludwig Naneder, siehe Gollierstraße 40–52 (gerade Nrn.) ehemals unter der Nummer D-1-62-000-2144 separat aufgeführt | D-1-62-000-2239                             | Teil einer barockisierenden Wohnanlage          |
| Geroltstraße 31 (Standort)                                                    | Teil eines Mietshausblocks                      | 1927–28 von Theodor Fischer; siehe Ganghoferstraße 46 ehemals unter der Nummer D-1-62-000-2146 separat aufgeführt | D-1-62-000-2037                             | weitere Bilder                                  |
| Geroltstraße 35/37/39/41/43 (Standort)                                        | Teil eines Mietshausblocks                      | 1927–28 von Eduard Herbert und Otho Orlando Kurz; siehe Ganghoferstraße 50/52/54/56/58 ehemals unter der Nummer D-1-62-000-2147 separat aufgeführt                                                                                         | D-1-62-000-2038                             | Teil eines Mietshausblocks                      |
| Gollierplatz (Standort)                                                       | Nymphenbrunnen                                  | Steinschale mit Gruppe von vier Nymphen; 1934 von Elmar Dietz; am Ostende des Platzes in den Anlagen. | D-1-62-000-2226                             | weitere Bilder                                  |
| Gollierplatz 1 (Standort)                                                     | Katholische Pfarrkirche St. Rupert              | neuromanischer Zentralbau mit Vierungsturm, 1901–03 von Gabriel von Seidl; mit Ausstattung | D-1-62-000-2222                             | weitere Bilder                                  |
| Gollierplatz 4 (Standort)                                                     | Mietshaus                                       | später Jugendstil, mit Erker und Stuckmasken, 1913–14 von Hans Thaler | D-1-62-000-2223                             | Mietshaus                                       |
| Gollierplatz 10 (Standort)                                                    | Mietshaus                                       | barockisierender Jugendstil, reich gegliedert, 1903 | D-1-62-000-2224                             | Mietshaus                                       |
| Gollierplatz 14 (Standort)                                                    | Mietshaus                                       | barockisierender Jugendstil, reich gegliedert, mit Erker, bezeichnet 1905 | D-1-62-000-2225                             | Mietshaus                                       |
| Gollierstraße 3 (Standort)                                                    | Mietshaus                                       | neubarock, reich gegliedert, mit Stuckdekor, 1897 von Ignatz Batz; rechts anschließend rundbogiges Gittertor; Gruppe mit Theresienhöhe 8                                                                                                   | D-1-62-000-2227                             | Mietshaus                                       |
| Gollierstraße 10 (Standort)                                                   | Mietshaus                                       | deutsche Renaissance, mit Eckerker, 1889/90 von Georg Müller | D-1-62-000-2228                             | Mietshaus                                       |
| Gollierstraße 14 (Standort)                                                   | Mietshaus                                       | Neurenaissance, Rohbackstein mit Putzgliederungen, 1889 von Johann Grübel. | D-1-62-000-2229                             | Mietshaus                                       |
| Gollierstraße 14a (Standort)                                                  | Mietshaus                                       | spätklassizistischer Eckbau, 1885 von Franz Büchold; Gruppe mit Parkstraße 23; Kreuzung Gollier-/Parkstraße begrenzt von vier gleichzeitigen Häusern mit breit abgeschrägten Ecken; vergleiche Gollierstraße 16 sowie Parkstraße 22 und 25 | D-1-62-000-2230                             | Mietshaus                                       |
| Gollierstraße 16 (Standort)                                                   | Mietshaus                                       | Neurenaissance, reich gegliederter Eckbau mit Stuck am Traufgebälk, 1886 von Franz Büchold; vergleiche Gollierstraße 14a. | D-1-62-000-2231                             | Mietshaus                                       |
| Gollierstraße 19 (Standort)                                                   | Mietshaus                                       | Neurenaissance, 1887 von Josef Tausend | D-1-62-000-2232                             | Mietshaus                                       |
| Gollierstraße 25 (Standort)                                                   | Mietshaus                                       | Neurenaissance, mit Stuckfries am Eckrisalit, 1890 von K. Gustapfel. | D-1-62-000-2233                             | Mietshaus                                       |
| Gollierstraße 28 (Standort)                                                   | Mietshaus                                       | Neurenaissance, 1888 von Franz Büchold; bildet mit dem gleichartigen Haus Nr. 30 einen Block. | D-1-62-000-2234                             | Mietshaus                                       |
| Gollierstraße 29 (Standort)                                                   | Mietshaus                                       | Neurenaissance, mit Mittelrisalit, reich gegliedert, 1888 von Franz Büchold. | D-1-62-000-2235                             | Mietshaus                                       |
| Gollierstraße 30 (Standort)                                                   | Mietshaus                                       | Neurenaissance, 1888 von Franz Büchold; Gruppe mit dem gleichartigen Haus Nr. 28. | D-1-62-000-2236                             | Mietshaus                                       |
| Gollierstraße 31 (Standort)                                                   | Mietshaus                                       | Neurenaissance, reich gegliedert, um 1885/90. | D-1-62-000-2237                             | Mietshaus                                       |
| Gollierstraße 40/42/44/46/46a/46b/46c/48/50/50a/52 (Standort)                 | Wohnanlage                                      | barockisierend, mit Erkern und Ecktürmchen, 1918–21 von Ludwig Naneder; mit Ganghoferstraße 18/20 und Geroltstraße 5/7 | D-1-62-000-2239                             | Wohnanlage                                      |
| Gollierstraße 41/41a/43/45/45a/45b/45c/47/49/49a/49b/49c/51/53/53a (Standort) | Teil einer barockisierenden Wohnanlage          | um 1912 von Hans Eisenrieth; siehe Kazmairstraße 38–54 (gerade Nummern) ehemals unter der Nummer D-1-62-000-2240 separat aufgeführt | D-1-62-000-3332                             | Teil einer barockisierenden Wohnanlage          |
| Gollierstraße 54/56/56a/56b (Standort)                                        | Wohnanlage                                      | barockisierend, mit Putzdekor und Mansarddach, 1920–22 von Ludwig Naneder; mit Bergmannstraße 27/29/31/33, Geroltstraße 2/4/6/8 und Tulbeckstraße 33                                                                                       | D-1-62-000-2241                             | Wohnanlage                                      |
| Gollierstraße 55 (Standort)                                                   | Evang.-Luth. Auferstehungskirche                | Rohziegelbau mit Turm, 1930–31 von German Bestelmeyer; mit Ausstattung; anschließendes Pfarrhaus; bildet mit Bergmannstraße 35 eine Gruppe.                                                                                                | D-1-62-000-2242                             | weitere Bilder                                  |
| Gollierstraße 78 (Standort)                                                   | Mietshaus                                       | barockisierender Eckbau, mit Erker und Putzgliederung, 1912 | D-1-62-000-2243                             | Mietshaus                                       |
| Gollierstraße 80 (Standort)                                                   | Mietshaus                                       | barockisierend, mit Erker, 1920 von Ludwig Naneder; Gruppe mit Nr. 82 | D-1-62-000-2244                             | Mietshaus                                       |
| Gollierstraße 81/83/85/87/89/91 (Standort)                                    | Wohnhausblock                                   | barockisierend, mit reichem Kratzputzdekor, 1924–26 von Ludwig Naneder; etwa dreieckiger Block mit Astallerstraße 28/30/32/34 und Ridlerstraße 76/78/80/82/84                                                                              | D-1-62-000-2245                             | Wohnhausblock                                   |
| Gollierstraße 82 (Standort)                                                   | Mietshaus                                       | barockisierend, mit Erkern, 1920 von Ludwig Naneder; Gruppe mit Nr. 80 | D-1-62-000-2244 zugehörig (D-1-62-000-2246) | Mietshaus                                       |
| Grasserstraße 1 (Standort)                                                    | Mietshaus                                       | neubarock, 1895 von Xaver Heininger; Fortsetzung von Landsberger Straße 4 | D-1-62-000-2262                             | Mietshaus                                       |
| Grasserstraße 5 (Standort)                                                    | Mietshaus                                       | palazzoähnlicher Neurenaissancebau, 1897 | D-1-62-000-2263                             | Mietshaus                                       |
| Grasserstraße 7 (Standort)                                                    | Mietshaus                                       | palazzoähnlicher Neurenaissancebau, 1897 | D-1-62-000-2264                             | Mietshaus                                       |
| Guldeinstraße 27 (Standort)                                                   | Volksschule                                     | historisierender Gruppenbau, 1899–1900 von Theodor Fischer | D-1-62-000-2317                             | weitere Bilder                                  |
| Guldeinstraße 28 (Standort)                                                   | Mietshaus                                       | barockisierend, mit Schweifgiebel, 1901 von Georg Guinin | D-1-62-000-2318                             | Mietshaus                                       |
| Guldeinstraße 29 (Standort)                                                   | Mietshaus                                       | Eckbau in deutscher Renaissance, mit Erkern, Eckturm und Staffelgiebel, 1900 von Philipp Avril; vereinfacht; Gruppe mit Schnaderböckstraße 2.                                                                                              | D-1-62-000-2319                             | Mietshaus                                       |
| Guldeinstraße 32 (Standort)                                                   | Mietshaus                                       | barockisierend, mit Eckaufsatz und schlichter Putzgliederung, 1906 von Max Koch | D-1-62-000-2320                             | Mietshaus                                       |
| Guldeinstraße 33 (Standort)                                                   | Mietshaus                                       | Neurenaissance, mit Putzgliederung, 1899 von Philipp Avril | D-1-62-000-2321                             | Mietshaus                                       |
| Guldeinstraße 36 (Standort)                                                   | Mietshaus                                       | deutsche Renaissance, 1900 von Philipp Avril | D-1-62-000-2322                             | Mietshaus                                       |
| Guldeinstraße 37 (Standort)                                                   | Mietshaus                                       | Eckbau in Neubarock, um 1890; Gruppe mit Astallerstraße 14. | D-1-62-000-438 zugehörig (D-1-62-000-2323)  | Mietshaus                                       |
| Guldeinstraße 38 (Standort)                                                   | Mietshaus                                       | Neurenaissance, mit Erker und Stuck, 1898–99 von R. Barbist; Gruppe mit Astallerstraße 12. | D-1-62-000-2324                             | Mietshaus                                       |
| Guldeinstraße 39 (Standort)                                                   | Mietshaus                                       | schlichte Neurenaissance, mit erhöhtem Eckrisalit, 1900 von R. Barbist | D-1-62-000-2325                             | Mietshaus                                       |
| Guldeinstraße 49 (Standort)                                                   | Mietshaus                                       | neubarock, mit Erker, 1901 von Johannes Kanne, zum Teil vereinfacht | D-1-62-000-2326                             | Mietshaus                                       |

### H
| Lage                                  | Objekt                      | Beschreibung | Akten-Nr.       | Bild                        |
| ------------------------------------- | --------------------------- | --- | --------------- | --------------------------- |
| Heimeranstraße 2 (Standort)           | Mietshaus                   | später Jugendstil, stattlicher, malerischer Bau mit Erkern, Loggien, reicher Putzgliederung und plastischem Dekor, 1914 von Franz Deininger; Südseite zum Teil neu; den Alten Messeplatz westlich abschließend; mit Kazmairstraße 17 | D-1-62-000-2472 | Mietshaus                   |
| Heimeranstraße 4 (Standort)           | Mietshaus                   | barockisierend, mit zwei Erkern, 1911–12 von Hans Grässel; mit Kazmairstraße 19 | D-1-62-000-2473 | weitere Bilder              |
| Heimeranstraße 6 (Standort)           | Mietshaus                   | malerischer, historisierender Eckbau, mit Erker, bezeichnet 1926, von Franz Deininger | D-1-62-000-2474 | weitere Bilder              |
| Heimeranstraße 26/28/30/32 (Standort) | Symmetrische Mietshausreihe | mit erhöhter Mitte und Erkergliederung, 1927 von Ludwig Naneder | D-1-62-000-2475 | Symmetrische Mietshausreihe |
| Heimeranstraße 34 (Standort)          | Mietshaus                   | neubarock, mit Lisenen, 1902 von Hans Thaler | D-1-62-000-2476 | Mietshaus                   |
| Heimeranstraße 57 (Standort)          | Mietshaus                   | neubarock, mit erhöhtem Mittelrisalit, reich gegliedert, 1899 von Anton Wörz | D-1-62-000-2477 | Mietshaus                   |
| Heimeranstraße 60 (Standort)          | Mietshaus                   | barockisierend, mit reichem Kratzputzdekor an den beiden Flacherkern, 1925–26 von Eugen Drollinger | D-1-62-000-2478 | Mietshaus                   |
| Heimeranstraße 62 (Standort)          | Mietshaus                   | barockisierend, 1902 | D-1-62-000-2479 | Mietshaus                   |
| Heimeranstraße 63 (Standort)          | Mietshaus                   | neubarock, mit Mittelrisalit, reich gegliedert, 1900 von Anton Wörz | D-1-62-000-2480 | Mietshaus                   |
| Heimeranstraße 64 (Standort)          | Mietshaus                   | deutsche Renaissance, mit Stuckdekor, bezeichnet 1902 | D-1-62-000-2481 | Mietshaus                   |
| Heimeranstraße 65 (Standort)          | Mietshaus                   | neubarock, reich gegliedert, mit Stuckdekor, 1900 von Anton Wörz | D-1-62-000-2482 | Mietshaus                   |
| Holzapfelstraße 4 (Standort)          | Vorstadthaus                | spätklassizistisch, mit profilierten Gesimsen, 1865 von Josef Weyrather | D-1-62-000-2814 | Vorstadthaus                |
| Holzapfelstraße 8 (Standort)          | Mietshaus                   | spätklassizistisch, mit reichem Stuckdekor und Konsolgesims, 1875–76 von Johann Grübel | D-1-62-000-2815 | Mietshaus                   |

### K
| Lage                                                        | Objekt                            | Beschreibung | Akten-Nr.       | Bild                              |
| ----------------------------------------------------------- | --------------------------------- | --- | --------------- | --------------------------------- |
| Kazmairstraße 16 (Standort)                                 | Mietshaus                         | Neurenaissance, 1889 | D-1-62-000-3322 | Mietshaus                         |
| Kazmairstraße 17 (Standort)                                 | Mietshaus                         | später Jugendstil, stattlicher, malerischer Bau mit Erkern, Loggien, reicher Putzgliederung und plastischem Dekor, 1914 von Franz Deininger; Südseite zum Teil neu; den Alten Messeplatz westlich abschließend; mit Heimeranstraße 2 | D-1-62-000-2472 | weitere Bilder                    |
| Kazmairstraße 19 (Standort)                                 | Wohnhaus                          | mit 24. Polizeirevier, barockisierend, mit zwei Erkern, 1911–12 von Hans Grässel; mit Heimeranstraße 4 | D-1-62-000-3323 | Wohnhaus                          |
| Kazmairstraße 21 (Standort)                                 | Mietshaus                         | barockisierender Eckbau, mit Erkern und reichem Kratzputzdekor, 1914 von Franz Deininger | D-1-62-000-3324 | Mietshaus                         |
| Kazmairstraße 22 (Standort)                                 | Mietshaus                         | Neurenaissance, 1891 von Georg Müller | D-1-62-000-3325 | Mietshaus                         |
| Kazmairstraße 26 (Standort)                                 | Mietshaus                         | Neurenaissance, reich gegliedert, 1889 | D-1-62-000-3326 | Mietshaus                         |
| Kazmairstraße 27 (Standort)                                 | Mietshaus                         | Neurenaissance, bezeichnet 1889, von Heinrich Hilgert; mit Nischenfigur, wohl Ceres. | D-1-62-000-3327 | weitere Bilder                    |
| Kazmairstraße 32 (Standort)                                 | Mietshaus                         | Neurenaissance, reich gegliedert, 1889 | D-1-62-000-3328 | Mietshaus                         |
| Kazmairstraße 36 (Standort)                                 | Mietshaus                         | Neurenaissance, reich gegliedert, 1889 von Georg Müller. | D-1-62-000-3329 | Mietshaus                         |
| Kazmairstraße 37 (Standort)                                 | Mietshaus                         | Neurenaissance, reich gegliedert, 1891 von Heinrich Wildanger. | D-1-62-000-3330 | Mietshaus                         |
| Kazmairstraße 38/38a/38b/40/42/44/46/48/50/52/54 (Standort) | Wohnanlage                        | barockisierend, langgestreckte Südfront mit eingezogenem Mittelteil (Nr. 44), um 1912 von Hans Eisenrieth; schließt den südlich davon gelegenen großen Platz ab; mit Gollierstraße 41–53a (ungerade Nrn.)                            | D-1-62-000-3332 | Wohnanlage                        |
| Kazmairstraße 41 (Standort)                                 | Mietshaus                         | Neurenaissance, 1890–91 von Jakob Gäbelein | D-1-62-000-3333 | Mietshaus                         |
| Kazmairstraße 43 (Standort)                                 | Mietshaus                         | Neurenaissance, 1891 von Heinrich Wildanger | D-1-62-000-3335 | Mietshaus                         |
| Kazmairstraße 45 (Standort)                                 | Mietshaus                         | Neurenaissance, 1891 von Heinrich Wildanger | D-1-62-000-3337 | Mietshaus                         |
| Kazmairstraße 58 (Standort)                                 | Mietshaus                         | neubarocker Eckbau, reich gegliedert und stuckiert, 1900 von Paul Böhmer; westlicher Abschluss eines Straßenabschnittes | D-1-62-000-3339 | Mietshaus                         |
| Kazmairstraße 65/67/69/71/73/75/75a (Standort)              | Teil einer Wohnanlage             | 1928–29 von Ludwig Naneder; siehe Bergmannstraße 38/40/42/44 ehemals unter der Nummer D-1-62-000-8016 separat aufgeführt | D-1-62-000-8009 | Teil einer Wohnanlage             |
| Kazmairstraße 77 (Standort)                                 | Mietshaus                         | Eckbau in deutscher Renaissance, mit Erkern und Giebeln, 1901 von Paul Böhmer. | D-1-62-000-3341 | Mietshaus                         |
| Kazmairstraße 79 (Standort)                                 | Mietshaus                         | Eckbau in deutscher Renaissance, mit reichem Dekor, 1901–02 von Paul Böhmer. | D-1-62-000-3342 | Mietshaus                         |
| Kiliansplatz 1 (Standort)                                   | Katholisches Pfarrhaus St. Rupert | Walmdachbau, 1926 von Ludwig Naneder; südlich neben der Kirche (siehe Gollierplatz 1). | D-1-62-000-3398 | Katholisches Pfarrhaus St. Rupert |
| Kiliansplatz 4 (Standort)                                   | Mietshaus                         | deutsche Renaissance, mit Erkern und Stuckdekor, 1900–01 von Paul Böhmer; Gruppe mit dem vereinfachten Haus Nr. 3, im gemeinsamen Mittelgiebel Relief St. Kilian                                                                     | D-1-62-000-3400 | Mietshaus                         |
| Kiliansplatz 5 (Standort)                                   | Mietshaus                         | deutsche Renaissance, 1902 von Paul Böhmer; Gruppe mit Nr. 6 | D-1-62-000-3401 | Mietshaus                         |
| Kiliansplatz 6 (Standort)                                   | Mietshaus                         | Eckbau in deutscher Renaissance, mit Eckerker, Staffelgiebeln und Stuckdekor, 1902 von Paul Böhmer; Gruppe mit Nr. 5. | D-1-62-000-3402 | Mietshaus                         |

### L
| Lage                                                  | Objekt                            | Beschreibung | Akten-Nr.        | Bild                              |
| ----------------------------------------------------- | --------------------------------- | --- | ---------------- | --------------------------------- |
| Landsberger Straße 1 (Standort)                       | Mietshaus                         | in Formen nordischer Neurenaissance, Rohbackstein mit Stein- und Putzgliederungen, 1890 von Josef Zwisler, 1898 durch Karl Stöhr erhöht und erweitert | D-1-62-000-3744  | Mietshaus                         |
| Landsberger Straße 3 (Standort)                       | Mietshaus                         | barockisierend, mit Erker und Lisenen, 1896 von Xaver Heininger; vereinfacht | D-1-62-000-3745  | Mietshaus                         |
| Landsberger Straße 4 (Standort)                       | Gasthaus Lindauer Hof             | reich gegliedertes und stuckiertes Neubarockhaus mit Eckerker, 1895 von Xaver Heininger; bildet Einheit mit dem gleichartigen Haus Grasserstraße 1 | D-1-62-000-3746  | Gasthaus Lindauer Hof             |
| Landsberger Straße 13 (Standort)                      | Schmales Mietshaus                | Neurenaissance, 1875 von Franz Kil | D-1-62-000-3747  | Schmales Mietshaus                |
| Landsberger Straße 19 (Standort)                      | Wohnhaus                          | in Ecklage, 1865, 1946 vereinfacht | D-1-62-000-3748  | weitere Bilder                    |
| Landsberger Straße 21 (Standort)                      | Niedriger, zweigeschossiger Trakt | an der Straße, zur Augustiner-Brauerei gehörig, Neurenaissance, Rohbackstein mit Putzgliederungen, 1891 | D-1-62-000-3749  | Niedriger, zweigeschossiger Trakt |
| Landsberger Straße 31 (Standort)                      | Augustiner-Brauerei               | entlang der Landsberger Straße drei Rohbacksteinbauten mit romanisierender Blendengliederung in Putz, um 1884/90 von Xaver Renner | D-1-62-000-3750  | weitere Bilder                    |
| Landsberger Straße 35 (Standort)                      | Verwaltung des Augustiner Bräus   | Neurenaissance, reich gegliedert, mit geschweiftem Ostgiebel, 1882 von Michael Reifenstuel d. J.; Einheit mit Eckhaus Schrenkstraße 1. | D-1-62-000-3751  | Verwaltung des Augustiner Bräus   |
| Landsberger Straße 45 (Standort)                      | Mietshaus                         | neubarock, reich gegliedert und stuckiert, mit zwei Erkern, 1896 von Math. Steinbrecher | D-1-62-000-3752  | Mietshaus                         |
| Landsberger Straße 51 (Standort)                      | Mietshaus                         | deutsche Renaissance, 1888 von Josef Kalb, um 1900 erweitert und umgestaltet | D-1-62-000-3753  | Mietshaus                         |
| Landsberger Straße 61 (Standort)                      | Mietshaus                         | Neurenaissance-Eckbau, um 1885/1890, gegen Ende des 19. Jahrhunderts erweitert und aufgestockt. | D-1-62-000-3754  | Mietshaus                         |
| Landsberger Straße 65 (Standort)                      | Mietshaus                         | Neurenaissance, 1885–86 von Jakob Freundorfer, 1897 von Xaver Heininger um eine Doppelachse nach Osten erweitert und aufgestockt. | D-1-62-000-3755  | Mietshaus                         |
| Landsberger Straße 69 (Standort)                      | Mietshaus                         | Neurenaissance, 1887 von Georg Müller, 1897 erweitert und aufgestockt. | D-1-62-000-3756  | Mietshaus                         |
| Landsberger Straße 73 (Standort)                      | Mietshaus                         | in Ecklage, Neurenaissance, 1883, vereinfacht | D-1-62-000-3757  | Mietshaus                         |
| Landsberger Straße 75 (Standort)                      | Mietshaus                         | Neurenaissance, reich gegliedert, 1890 von Kaspar Griner, 1896 durch Heinrich Hilgert erweitert und aufgestockt. | D-1-62-000-3758  | Mietshaus                         |
| Landsberger Straße 105 (Standort)                     | Mietshaus                         | Neurenaissance, reich gegliedert, mit Erker, 1889–90 von K. Gustapfel. | D-1-62-000-3759  | Mietshaus                         |
| Landsberger Straße 106 (Standort)                     | Mietshaus                         | neubarock, mit Lisenen, 1894 von Alois Barbist, 1897 durch Xaver Heininger aufgestockt, vereinfacht | D-1-62-000-3760  | Mietshaus                         |
| Landsberger Straße 111 (Standort)                     | Mietshaus                         | Neurenaissance, mit Gurtgesimsen, um 1880/90 | D-1-62-000-3762  | Mietshaus                         |
| Landsberger Straße 122/124/126/128/130/132 (Standort) | Hauptzollamt                      | Weitläufiger Komplex in historisierenden Formen mit plastischem Dekor, 1909–12 von Hugo Kaiser und Eugen Freiherr von Schacky. Nr. 122: Ostflügel (Zolltechnische Prüfungs- und Lehranstalt), schließt mit Nr. 124 und 126 einen Ehrenhof ein; Nr. 124: eigentliches Hauptzollamt, mit Dachreiter am Giebel, zugehörig die dahinterliegende, mächtige Lagerhalle; Nr. 126, 128, 130 und 132: Dienstwohnhäuser. | D-1-62-000-3763  | weitere Bilder                    |
| Landsberger Straße 129 (Standort)                     | Mietshaus                         | Eckbau in deutscher Renaissance, mit Eckerker und Stuckdekor (Sonnenuhr, Wappen, Madonna), bezeichnet 1904, von Ernst Dressler. | D-1-62-000-3764  | weitere Bilder                    |
| Landsberger Straße 150 (Standort)                     | Schulungsgebäude                  | ehemalige Persilschule, freistehender, langgestreckter, zweigeschossiger Flachdachbau mit weit vorkragendem Obergeschoss, 1954–56 von Walter Köngeter und Ernst Petersen, lobende Erwähnung beim Fassadenpreis 2005 | D-1-62-000-7918  | weitere Bilder                    |
| Ligsalzstraße 4 (Standort)                            | Mietshaus                         | zweigeschossig mit Mansarddach, 1874 | D-1-62-000-3923  | Mietshaus                         |
| Ligsalzstraße 15 (Standort)                           | Mietshaus                         | Neurenaissance, reich gegliedert, mit Stuckfries, 1886–87 von Franz Fink | D-1-62-000-3924  | Mietshaus                         |
| Ligsalzstraße 17 (Standort)                           | Shell Service Station             | erdgeschossiger Flachdachbau mit konvex ausschwingendem Dach und leicht vorkragender Glasfassade, Typenbau Z K, errichtet 1958, rückwärtig erweitert um eingeschossigen Flachdachbau als Pflegehalle mit Büro, Betriebsraum und rückseitiger Wagenunterfahrt mit weit auskragendem Vordach, von Klaus Mücke, 1964/65                                                                                           | D-1-62-000-11388 | BW                                |
| Ligsalzstraße 24 (Standort)                           | Mietshaus                         | Neurenaissance, 1887–88 von Josef Tausend | D-1-62-000-3925  | Mietshaus                         |
| Ligsalzstraße 26 (Standort)                           | Mietshaus                         | Neurenaissance, 1886 von Bernhard Schick | D-1-62-000-3926  | Mietshaus                         |
| Ligsalzstraße 28 (Standort)                           | Mietshaus                         | Neurenaissance, mit zum Teil vereinfachter Gliederung, 1887–88 von Bernhard Schick. | D-1-62-000-3927  | Mietshaus                         |
| Ligsalzstraße 29 (Standort)                           | Mietshaus                         | Neurenaissance, 1888 | D-1-62-000-3928  | Mietshaus                         |
| Ligsalzstraße 30 (Standort)                           | Mietshaus                         | Neurenaissance, Eckbau mit Konsolgesims, 1887 von Franz Büchold. | D-1-62-000-3929  | Mietshaus                         |
| Ligsalzstraße 31a (Standort)                          | Mietshaus                         | Neurenaissance, mit Eckaufsatz, reich gegliedert, 1889–90 von Georg Müller, Fassadentektur von Richard Kinn. | D-1-62-000-3930  | Mietshaus                         |
| Ligsalzstraße 32 (Standort)                           | Mietshaus                         | Neurenaissance, mit Stuckdekor, 1888 von Franz Büchold | D-1-62-000-3931  | Mietshaus                         |
| Ligsalzstraße 34 (Standort)                           | Mietshaus                         | Neurenaissance, reich gegliedert, 1888–89 von Georg Müller | D-1-62-000-3932  | Mietshaus                         |
| Ligsalzstraße 35 (Standort)                           | Mietshaus                         | Neurenaissance, reich gegliedert, 1889–90 von Joseph Uhl | D-1-62-000-3933  | Mietshaus                         |
| Ligsalzstraße 36 (Standort)                           | Mietshaus                         | Neurenaissance, reich gegliedert, 1888–89 von Franz Büchold | D-1-62-000-3934  | Mietshaus                         |
| Ligsalzstraße 38 (Standort)                           | Mietshaus                         | Neurenaissance, reich gegliederter Eckbau, 1889 von Karl Schmidt | D-1-62-000-3935  | Mietshaus                         |
| Ligsalzstraße 46 (Standort)                           | Mietshaus                         | Eckbau, im Kern deutsche Renaissance, mit Schweifgiebel, 1900 von Valentin Wolff. | D-1-62-000-3936  | Mietshaus                         |

### P
| Lage                      | Objekt      | Beschreibung | Akten-Nr.       | Bild           |
| ------------------------- | ----------- | --- | --------------- | -------------- |
| Parkstraße 1 (Standort)   | Mietshaus   | Neurenaissance, um 1886 | D-1-62-000-5139 | Mietshaus      |
| Parkstraße 4 (Standort)   | Mietshaus   | Neurenaissance, reich gegliedert, 1899 über Kern von 1875.                                                                   | D-1-62-000-5140 | Mietshaus      |
| Parkstraße 6 (Standort)   | Mietshaus   | Neurenaissance, 1888 von Georg Guinin                                                                                        | D-1-62-000-5141 | Mietshaus      |
| Parkstraße 20 (Standort)  | Mietshaus   | Neurenaissance, 1886 von Josef Tausend                                                                                       | D-1-62-000-5142 | Mietshaus      |
| Parkstraße 22 (Standort)  | Mietshaus   | Neurenaissance, reich gegliederter Eckbau mit Stuckdekor, 1887–88 von Franz Xaver Fink.                                      | D-1-62-000-5143 | Mietshaus      |
| Parkstraße 23 (Standort)  | Mietshaus   | in spätklassizistischer Tradition, um 1885 von Franz Büchold; Fortsetzung von Gollierstraße 14a in gleicher Form             | D-1-62-000-5144 | Mietshaus      |
| Parkstraße 24 (Standort)  | Mietshaus   | Neurenaissance, mit Eckaufsatz, reich gegliedert, 1887 von Alois Barbist und Anton Spenger, Fassadentektur von Georg Müller. | D-1-62-000-5145 | weitere Bilder |
| Parkstraße 25 (Standort)  | Mietshaus   | Neurenaissance, Eckbau mit Konsolgesims, 1885; vergleiche Gollierstraße 14a.                                                 | D-1-62-000-5146 | Mietshaus      |
| Parkstraße 26 (Standort)  | Mietshaus   | Neurenaissance, 1887 von Johann Grübel                                                                                       | D-1-62-000-5147 | Mietshaus      |
| Parkstraße 29 (Standort)  | Mietshaus   | Neurenaissance, 1885 | D-1-62-000-5148 | Mietshaus      |
| Parkstraße 29a (Standort) | Rückgebäude | dreigeschossig, 1889, von Architekt Valentin Wolff; zu Parkstraße 29 zugehörig                                               | D-1-62-000-7957 | Rückgebäude    |
| Parkstraße 30 (Standort)  | Mietshaus   | Neurenaissance, 1888 von Johann Grübel                                                                                       | D-1-62-000-5149 | Mietshaus      |

### R
| Lage                                      | Objekt                                      | Beschreibung | Akten-Nr.       | Bild                                        |
| ----------------------------------------- | ------------------------------------------- | --- | --------------- | ------------------------------------------- |
| Ridlerstraße 2 (Standort)                 | Teil eines Mietshausblocks                  | 1927–28 von Eduard Herbert und Otho Orlando Kurz; siehe Ganghoferstraße 52/54/56/58 ehemals unter der Nummer D-1-62-000-5830 separat aufgeführt | D-1-62-000-2038 | Teil eines Mietshausblocks                  |
| Ridlerstraße 26 (Standort)                | Volksschule                                 | heute Carl-von-Linde-Realschule, historisierend, mit zwei barockisierenden Portalvorbauten, 1903–05 von Hans Grässel; zum Teil erneuert         | D-1-62-000-5831 | weitere Bilder                              |
| Ridlerstraße 28 (Standort)                | Mietshaus                                   | Neubarock, reich gegliedert, 1899 von Anton Wörz                                                                                                | D-1-62-000-5832 | Mietshaus                                   |
| Ridlerstraße 30 (Standort)                | Mietshaus                                   | Neurenaissance, reich gegliedert, 1899 von Anton Wörz                                                                                           | D-1-62-000-5833 | Mietshaus                                   |
| Ridlerstraße 32 (Standort)                | Mietshaus                                   | später Jugendstil, mit Erker, 1908 von Georg Müller                                                                                             | D-1-62-000-5834 | Mietshaus                                   |
| Ridlerstraße 36 (Standort)                | Mietshaus                                   | später Jugendstil, mit Erker, 1911 von Josef Huber                                                                                              | D-1-62-000-5835 | Mietshaus                                   |
| Ridlerstraße 40 (Standort)                | Mietshaus                                   | neubarock, bezeichnet 1901, von Anton Wörz | D-1-62-000-5836 | Mietshaus                                   |
| Ridlerstraße 42 (Standort)                | Mietshaus                                   | neubarock, mit Stuckdekor, 1899 von Anton Wörz                                                                                                  | D-1-62-000-5837 | Mietshaus                                   |
| Ridlerstraße 76/78/80/82/84/86 (Standort) | Teil eines barockisierenden Mietshausblocks | 1924–26 von Ludwig Naneder; siehe Gollierstraße 81/83/85/87/89/91 ehemals unter der Nummer D-1-62-000-5838 separat aufgeführt                   | D-1-62-000-2245 | Teil eines barockisierenden Mietshausblocks |

### S
| Lage                               | Objekt                               | Beschreibung | Akten-Nr.       | Bild                                |
| ---------------------------------- | ------------------------------------ | --- | --------------- | ----------------------------------- |
| Sandtnerstraße 1/1a/3/5 (Standort) | Teil eines Mietshausblockes          | 1927–28 von Theodor Fischer; siehe Ganghoferstraße 46 ehemals unter der Nummer D-1-62-000-6052 separat aufgeführt                                                              | D-1-62-000-2037 | Teil eines Mietshausblockes         |
| Schießstättstraße 2 (Standort)     | Mietshaus                            | Neurenaissance, reich gegliedert und im Rollwerkstil dekoriert, 1887 von K. Gustapfel.                                                                                         | D-1-62-000-6158 | weitere Bilder                      |
| Schießstättstraße 10 (Standort)    | Mietshaus                            | Zwerchgiebel in deutscher Renaissance dekoriert, 1888 von Johann Graser. | D-1-62-000-6159 | Mietshaus                           |
| Schießstättstraße 14 (Standort)    | Mietshaus                            | Neurenaissance, Rohbackstein mit Putzgliederungen, Erker und Zwerchgiebel, 1889 von Carl Zeh; Gruppe mit Nr. 16.                                                               | D-1-62-000-6160 | Mietshaus                           |
| Schießstättstraße 16 (Standort)    | Mietshaus                            | Neurenaissance, Rohbackstein mit Putzgliederungen, 1889 von Carl Zeh; Gruppe mit Nr. 14.                                                                                       | D-1-62-000-6161 | Mietshaus                           |
| Schießstättstraße 20 (Standort)    | Mietshaus                            | Neurenaissance, 1886 von Johann Grübel | D-1-62-000-6162 | Mietshaus                           |
| Schießstättstraße 22 (Standort)    | Mietshaus                            | Neurenaissance, reich gegliedert, 1888 von Johann Grübel. | D-1-62-000-6163 | Mietshaus                           |
| Schießstättstraße 24 (Standort)    | Mietshaus                            | spätklassizistisch, mit Gesimsen und Eisenbalkon, 1875; Tür bezeichnet 1912; Werkstatt-Rückgebäude von 1888, um 1900 durch das Büro Liebergesell und Lehmann umgebaut          | D-1-62-000-6164 | Mietshaus                           |
| Schießstättstraße 25 (Standort)    | Mietshaus                            | Neurenaissance-Eckbau, Rohbackstein mit Putzgliederungen, 1891 von Ignatz Batz.                                                                                                | D-1-62-000-6165 | Mietshaus                           |
| Schießstättstraße 26 (Standort)    | Mietshaus                            | Neurenaissance-Eckbau, Rohbackstein, in Putz reich gegliedert, 1890 von Ignaz Batz.                                                                                            | D-1-62-000-6166 | weitere Bilder                      |
| Schnaderböckstraße 2 (Standort)    | Mietshaus                            | deutsche Renaissance, mit Erker, Staffelgiebel und Maßwerkdekor, 1900 von Philipp Avril; Gruppe mit Guldeinstraße 29                                                           | D-1-62-000-6264 | Mietshaus                           |
| Schrenkstraße 1 (Standort)         | Mietshaus                            | Neurenaissance-Eckbau, reich gegliedert, 1882 von Michael Reifenstuel d. J.; Einheit mit Landsberger Straße 35; in gleicher Art die Häuserreihe Schrenkstraße 7, 9, 11 und 13. | D-1-62-000-6308 | Mietshaus                           |
| Schrenkstraße 2 (Standort)         | Mietshaus                            | Neurenaissance, Rohbackstein mit verputzten Gliederungen, bezeichnet 1882. | D-1-62-000-6309 | Mietshaus                           |
| Schrenkstraße 2a (Standort)        | Katholisches Pfarrhaus St. Benedikt  | romanisierend, 1882–83 von Johann Marggraff | D-1-62-000-6310 | Katholisches Pfarrhaus St. Benedikt |
| Schrenkstraße 4 (Standort)         | Katholische Pfarrkirche St. Benedikt | neuromanisch, mit östlichem Fassadenturm, 1878–80 von Johann Marggraff | D-1-62-000-6311 | weitere Bilder                      |
| Schrenkstraße 7 (Standort)         | Mietshaus                            | klassizistische Neurenaissance, 1882 von Michael Reifenstuel d. J.; Gruppe mit Nr. 9, 11 und 13; vergleiche Nr. 1                                                              | D-1-62-000-6313 | Mietshaus                           |
| Schrenkstraße 9 (Standort)         | Mietshaus                            | klassizistische Neurenaissance, 1882 von Michael Reifenstuel d. J.; Gruppe mit Nr. 7, 11 und 13; vergleiche Nr. 1                                                              | D-1-62-000-6314 | Mietshaus                           |
| Schrenkstraße 11 (Standort)        | Mietshaus                            | klassizistische Neurenaissance, 1882 von Michael Reifenstuel d. J.; Gruppe mit Nr. 7, 9 und 13; vergleiche Nr. 1                                                               | D-1-62-000-6315 | Mietshaus                           |
| Schrenkstraße 13 (Standort)        | Mietshaus                            | klassizistische Neurenaissance, 1882 von Michael Reifenstuel d. J.; Gruppe mit Nr. 7, 9 und 11; vergleiche Nr. 1                                                               | D-1-62-000-6316 | Mietshaus                           |
| Schwanthalerstraße 106 (Standort)  | Mietshaus                            | malerischer Rohbacksteinbau in deutscher Renaissance, 1878–79 von Georg von Hauberrisser für sich selbst erbaut                                                                | D-1-62-000-6371 | weitere Bilder                      |
| Schwanthalerstraße 124 (Standort)  | Mietshaus                            | in spätklassizistischer Tradition, 1875 | D-1-62-000-6373 | Mietshaus                           |
| Schwanthalerstraße 127 (Standort)  | Vorstadthaus                         | 1864, mit späterer Neurenaissance-Gliederung | D-1-62-000-6374 | Vorstadthaus                        |
| Schwanthalerstraße 129 (Standort)  | Mietshaus                            | spätklassizistisch, reich gegliedert, 1874 | D-1-62-000-6375 | Mietshaus                           |
| Schwanthalerstraße 144 (Standort)  | Mietshaus                            | Neurenaissance, reich gegliedert und stuckiert, 1884 von Franz Fink. | D-1-62-000-6376 | weitere Bilder                      |
| Schwanthalerstraße 149 (Standort)  | Mietshaus                            | in klassizistischer Tradition, reich gegliedert, 1879–80 | D-1-62-000-6377 | Mietshaus                           |
| Schwanthalerstraße 152 (Standort)  | Mietshaus                            | in klassizistischer Tradition, 1878 von Johann Grübel | D-1-62-000-6378 | Mietshaus                           |
| Schwanthalerstraße 154 (Standort)  | Mietshaus                            | neubarock, reich gegliedert und stuckiert, mit Madonnenrelief, 1901 von Josef Schrank                                                                                          | D-1-62-000-6379 | Mietshaus                           |
| Schwanthalerstraße 158 (Standort)  | Mietshaus                            | barockisierend, mit Giebel, 1903 von R. Barbist; Gruppe mit Nr. 160 | D-1-62-000-6380 | Mietshaus                           |
| Schwanthalerstraße 160 (Standort)  | Mietshaus                            | barockisierend, mit Giebel, 1905 von R. Barbist; Gruppe mit Nr. 158 | D-1-62-000-6381 | Mietshaus                           |
| Schwanthalerstraße 182 (Standort)  | Mietshaus                            | in klassizistischer Tradition, reich gegliedert, 1880 von Wolfgang Fischer | D-1-62-000-6382 | Mietshaus                           |
| Schwanthalerstraße 184 (Standort)  | Mietshaus                            | in Ecklage, mit Putzgliederung, 1886 von Franz Fink, 1927 vereinfacht | D-1-62-000-6383 | Mietshaus                           |

### T
| Lage                                       | Objekt                                        | Beschreibung | Akten-Nr.       | Bild              |
| ------------------------------------------ | --------------------------------------------- | --- | --------------- | ----------------- |
| Theresienhöhe (Standort)                   | Kriegerdenkmal                                | der Bayerischen Kraftfahrtruppe, 1925 nach Entwurf von Otho Orlando Kurz; in den Anlagen nördlich der Bavaria | D-1-62-000-6859 | Kriegerdenkmal    |
| Theresienhöhe (Standort)                   | Bavariapark                                   | Die Gebäude des Messegeländes umschließen auf drei Seiten den Ausstellungspark (auch Bavaria- oder Theresienpark genannt), den Ludwig I. als landschaftlichen Hintergrund der Bavaria und Ruhmeshalle im englischen Gartenstil anlegen ließ. – Im Messegelände samt Park zahlreiche Figuren des frühen 20. Jahrhunderts, meist von Theodor Georgii: Gruppe zweier Bronzepferde auf barockisierendem Steinsockel. – Ruhender Faun (Stein), bezeichnet C. A. Bermann (Cipri Adolf Bermann). – Liegende Flussnymphe (Stein). – Zwei Gruppen von ehemaliger Brunnenanlage: Jüngling auf Seekuh, Jungfrau auf Einhorn (Stein). – Reiterin auf sich bäumendem Ross (Stein, von Carl Ebbinghaus). – Herkules mit Felsblock auf Stier (Stein). – Hirsch (Bronze) bezeichnet TG 1907 (Theodor Georgii). – Weibliche Herme mit Brunnenbecken (Sandstein), 1908 von Heinrich Düll und Georg Pezold. | D-1-62-000-6857 | weitere Bilder    |
| Theresienhöhe 8 (Standort)                 | Hotel Krone                                   | malerischer, neubarocker Eckbau, reich gegliedert, mit rundem Eckerker und reichem Stuckdekor, 1897/98 von Baumeister Ignaz Batz; Dach verändert; Gruppe mit Gollierstraße 3 | D-1-62-000-6855 | weitere Bilder    |
| Theresienhöhe 14 (Standort)                | Büro- und Verwaltungsgebäude                  | Teile des ehemaligen Messegeländes, sogenannte Alte Messe: ehemaliges Messeverwaltungsgebäude, zweigeschossiger Mansardwalmdachbau mit Balkon, Flacherkern und Thermengaube, im Reformstil, von den Gebrüdern Rank, 1907/08 | D-1-62-000-6856 | weitere Bilder    |
| Theresienhöhe 15 (Standort)                | Kongressgebäude, Büro- und Verwaltungsgebäude | Teile des ehemaligen Messegeländes, sogenannte Alte Messe: ehemalige Kongresshalle mit Bürotrakt, zweigeschossiger Flachdachbau mit gebäudehohen Fenstern an der Eingangsseite und eingeschossigem Nebenflügel, von Ernst Etzold, Emil Freymuth und Josef Strobl, 1953; mit Ausstattung | D-1-62-000-6856 | weitere Bilder    |
| Theresienhöhe 15 (Standort)                | Postamt, Gasthaus                             | Teile des ehemaligen Messegeländes, sogenannte Alte Messe: Post und Restaurant, eingeschossige Walmdachbauten um Gartenhöfe, von Ernst Etzold und Josef Strobl, 1950; mit Ausstattung | D-1-62-000-6856 | Postamt, Gasthaus |
| Theresienhöhe 16 (Standort)                | Bavaria                                       | über mächtiger Freitreppe Kolossalfigur der Bavaria (Bronze, auf hohem Unterbau), 1843–50 nach Entwurf von Ludwig Schwanthaler | D-1-62-000-6858 | weitere Bilder    |
| Theresienhöhe 16 (Standort)                | Ruhmeshalle                                   | Dreiflügelige, dorische Ruhmeshalle mit Büsten verdienter Bayern, 1843–53 von Leo von Klenze. Die umgebenden gärtnerischen Anlagen zur originalen Konzeption gehörig. | D-1-62-000-6858 | weitere Bilder    |
| Trappentreustraße 4 (Standort)             | Mietshaus                                     | mit Putzgliederung, 1900–01 von R. Barbist, vereinfacht | D-1-62-000-6947 | Mietshaus         |
| Trappentreustraße 8 (Standort)             | Mietshaus                                     | mit Putzgliederung, 1901 von R. Barbist, vereinfacht | D-1-62-000-6948 | Mietshaus         |
| Trappentreustraße 10 (Standort)            | Mietshaus                                     | Eckbau in deutscher Renaissance, mit gotisierendem Dekor, um 1900. | D-1-62-000-6949 | Mietshaus         |
| Trappentreustraße 19 (Standort)            | Mietshaus                                     | deutsche Renaissance, mit breit abgeschrägter, übergiebelter Ecke, zwei Erkern und sehr reichem Dekor, 1903–04 von Ludwig Catharinus; städtebaulich Pendant zu Tulbeckstraße 57 | D-1-62-000-6950 | Mietshaus         |
| Trappentreustraße 23 (Standort)            | Mietshaus                                     | mit Eckerker, im Kern um 1900 | D-1-62-000-6952 | Mietshaus         |
| Trappentreustraße 27 (Standort)            | Mietshaus                                     | deutsche Renaissance, mit zwei Erkern, Giebel und Stuckreliefs (u. a. hl. Michael), 1899–1900 von Paul Böhmer | D-1-62-000-6953 | Mietshaus         |
| Trappentreustraße 33 (Standort)            | Mietshaus                                     | Eckbau mit Erkern und Schweifgiebeln, 1899–1900 von Paul Böhmer, vereinfacht. | D-1-62-000-6954 | Mietshaus         |
| Trappentreustraße 35 (Standort)            | Mietshaus                                     | mit Erker und Schweifgiebel neben der Ecke, 1900–01 von Paul Böhmer, vereinfacht | D-1-62-000-6955 | Mietshaus         |
| Tulbeckstraße 2a (Standort)                | Mietshaus                                     | schlichte Neurenaissance, 1884 von Kastulus Binderberger, 1896 aufgestockt | D-1-62-000-7025 | Mietshaus         |
| Tulbeckstraße 3 (Standort)                 | Mietshaus                                     | mit Mittelrisalit, 1882 von Georg Schillinger, 1898 aufgestockt, vereinfacht | D-1-62-000-7026 | Mietshaus         |
| Tulbeckstraße 5 (Standort)                 | Mietshaus                                     | Neurenaissance, reich gegliedert, 1887–88 von Johann Grimm | D-1-62-000-7027 | weitere Bilder    |
| Tulbeckstraße 6 (Standort)                 | Mietshaus                                     | Neurenaissance, sehr reich gegliedert, mit Stuckdekor, 1886 von Franz Büchold; einheitlicher Block mit Nr. 8; zweigeschossiges Rückgebäude mit Mansarddach, schlichte Neurenaissance, Ende 19. Jahrhundert. | D-1-62-000-7028 | weitere Bilder    |
| Tulbeckstraße 7 (Standort)                 | Mietshaus                                     | Neurenaissance mit Elementen des Maximilianstils, reich gegliedert, mit Stuckrosetten, 1884 von Karl Albert, 1896 aufgestockt. | D-1-62-000-7029 | weitere Bilder    |
| Tulbeckstraße 8 (Standort)                 | Mietshaus                                     | Neurenaissance, sehr reich gegliedert, mit Stuckdekor, 1886 von Franz Büchold; einheitlicher Block mit Nr. 6. | D-1-62-000-7030 | weitere Bilder    |
| Tulbeckstraße 11 (Standort)                | Mietshaus                                     | Eckbau in spätklassizistischer Tradition, 1886 von Heinrich Hermann. | D-1-62-000-7031 | Mietshaus         |
| Tulbeckstraße 22 (Standort)                | Mietshaus                                     | Neurenaissance, mit Stuckdekor, 1889 von Georg Müller. | D-1-62-000-7032 | weitere Bilder    |
| Tulbeckstraße 33 (Standort)                | Teil einer barockisierenden Wohnanlage        | 1920–22 von Ludwig Naneder; siehe Gollierstraße 54/56/56a/56b ehemals unter der Nummer D-1-62-000-7033 separat aufgeführt | D-1-62-000-2241 | weitere Bilder    |
| Tulbeckstraße 41/43/45/47/49/51 (Standort) | Wohnanlage                                    | später Jugendstil, mit Giebeln, 1911 von Heilmann und Littmann; bildet zwei Blöcke jeweils um Rechteckhof | D-1-62-000-7034 | Wohnanlage        |
| Tulbeckstraße 42/44/46/48/50/52 (Standort) | Wohnhausgruppe                                | historisierend, 1910–11 von Heilmann und Littmann (Nrn. 42–50) und 1924 von Leonhard Moll (Nr. 52) | D-1-62-000-7035 | Wohnhausgruppe    |
| Tulbeckstraße 55 (Standort)                | Mietshaus                                     | deutsche Renaissance, mit Jugendstildekor, 1902 | D-1-62-000-7046 | Mietshaus         |
| Tulbeckstraße 57 (Standort)                | Mietshaus                                     | deutsche Renaissance, mit breit abgeschrägter Ecke, reich gegliedert, mit Jugendstildekor, bezeichnet 1901; städtebaulich Pendant zu Trappentreustraße 19 | D-1-62-000-7047 | Mietshaus         |

### W
| Lage                         | Objekt                                    | Beschreibung | Akten-Nr.       | Bild           |
| ---------------------------- | ----------------------------------------- | --- | --------------- | -------------- |
| Westendstraße 16 (Standort)  | Mietshaus                                 | mit Putzgliederung, 1898–99 von Karl Stöhr, vereinfacht                                                                                                | D-1-62-000-7431 | Mietshaus      |
| Westendstraße 17 (Standort)  | Mietshaus                                 | in spätklassizistischer Tradition, um 1875 | D-1-62-000-7432 | Mietshaus      |
| Westendstraße 25 (Standort)  | Mietshaus                                 | 1874 von Wílhelm Kleinschmidt, ursprünglich in spätklassizistischer Tradition, 1905 barockisierend verändert.                                          | D-1-62-000-7433 | Mietshaus      |
| Westendstraße 26 (Standort)  | Mietshaus                                 | in spätklassizistischer Tradition, palastartig proportioniert mit Mittelrisalit, 1877 von Lino Armellini                                               | D-1-62-000-7434 | Mietshaus      |
| Westendstraße 27 (Standort)  | Mietshaus                                 | in spätklassizistischer Tradition, 1874 von Wilhelm Kleinschmidt, 1898 aufgestockt                                                                     | D-1-62-000-7435 | Mietshaus      |
| Westendstraße 33 (Standort)  | Mietshaus                                 | Eckbau in spätklassizistischer Tradition, um 1875 | D-1-62-000-7436 | Mietshaus      |
| Westendstraße 45 (Standort)  | Mietshaus                                 | in spätklassizistischer Tradition, 1874 von Josef Wolf; gleicht Nr. 47                                                                                 | D-1-62-000-7437 | Mietshaus      |
| Westendstraße 47 (Standort)  | Mietshaus                                 | in spätklassizistischer Tradition, 1874 von Josef Wolf; gleicht Nr. 45                                                                                 | D-1-62-000-7438 | Mietshaus      |
| Westendstraße 51 (Standort)  | Mietshaus                                 | neubarock, mit erhöhtem Eckrisalit, um 1893–94 von Karl Albert                                                                                         | D-1-62-000-7439 | Mietshaus      |
| Westendstraße 55 (Standort)  | Kleinhaus                                 | wohl um 1875 | D-1-62-000-7440 | Kleinhaus      |
| Westendstraße 57 (Standort)  | Mietshaus                                 | Neurenaissance, mit Giebel und Stuckdekor, 1902 von Josef Schrank.                                                                                     | D-1-62-000-7441 | Mietshaus      |
| Westendstraße 59 (Standort)  | Vorstadthaus                              | in spätklassizistischer Tradition, 1864 | D-1-62-000-7442 | Vorstadthaus   |
| Westendstraße 63 (Standort)  | Mietshaus                                 | Neurenaissance, mit erhöhtem Eckrisalit, 1903 von R. Barbist.                                                                                          | D-1-62-000-7443 | Mietshaus      |
| Westendstraße 67 (Standort)  | Mietshaus                                 | spätklassizistisch, 1874 | D-1-62-000-7444 | Mietshaus      |
| Westendstraße 70 (Standort)  | Mietshaus                                 | Neurenaissance, 1898, später vereinfacht | D-1-62-000-7445 | Mietshaus      |
| Westendstraße 74 (Standort)  | Mietshaus                                 | Neurenaissance, mit erhöhtem Eckrisalit, 1889 | D-1-62-000-7446 | Mietshaus      |
| Westendstraße 85 (Standort)  | Mietshaus                                 | in spätklassizistischer Tradition, 1879 | D-1-62-000-7447 | Mietshaus      |
| Westendstraße 91 (Standort)  | Mietshaus                                 | deutsche Renaissance, mit zwei Erkern und Stuck, 1901–02 von Berthold und Hägele, mit Tekturen von Konrad Böhm                                         | D-1-62-000-7448 | Mietshaus      |
| Westendstraße 115 (Standort) | Mietshaus                                 | Jugendstil, bezeichnet 1905, von Josef Dellert | D-1-62-000-7449 | Mietshaus      |
| Westendstraße 136 (Standort) | Mietshaus                                 | späte Neurenaissance, mit Stuckdekor an Fensterrahmungen, 1901 von Philipp Avril; Gruppe mit Nr. 138                                                   | D-1-62-000-7450 | Mietshaus      |
| Westendstraße 138 (Standort) | Mietshaus                                 | späte Neurenaissance, mit Stuckdekor an Fensterrahmungen, 1901 von Philipp Avril; Gruppe mit Nr. 136                                                   | D-1-62-000-7451 | Mietshaus      |
| Westendstraße 143 (Standort) | Mietshaus                                 | barockisierend, mit Erker, 1918–19 von Ludwig Naneder; Block mit Nr. 145; ursprünglich mit Astallerstraße 22 zusammengehörig                           | D-1-62-000-7452 | Mietshaus      |
| Westendstraße 145 (Standort) | Mietshaus                                 | barockisierend, mit Erker, 1918–19 von Ludwig Naneder; Block mit Nr. 143                                                                               | D-1-62-000-7453 | Mietshaus      |
| Westendstraße 146 (Standort) | Mietshaus                                 | neubarock, mit Putzgliederung, 1899–1900 von Krämer und Haberkorn                                                                                      | D-1-62-000-7454 | Mietshaus      |
| Westendstraße 148 (Standort) | Mietshaus                                 | neubarock, mit reicher Putzgliederung, 1901 von Franz Haberkorn                                                                                        | D-1-62-000-7455 | Mietshaus      |
| Westendstraße 155 (Standort) | Katholische Pfarrkirche Maria Heimsuchung | mit anschließendem Pfarrhaus, romanisierend mit Fassadenplastik und Dachreiter, 1933–34 von Oswald Eduard Bieber und Wilhelm Hollweck; mit Ausstattung | D-1-62-000-7456 | weitere Bilder |
| Westendstraße 161 (Standort) | Mietshaus                                 | Eckbau im barockisierenden Jugendstil, mit Erkern und reichem Dekor, bezeichnet 1904, von Georg Kellringer.                                            | D-1-62-000-7457 | Mietshaus      |

## Ehemalige Baudenkmäler
In diesem Abschnitt sind Objekte aufgeführt, die früher einmal in der Denkmalliste eingetragen waren, jetzt aber nicht mehr. Objekte, die in anderem Zusammenhang also z. B. als Teil eines Baudenkmals weiter eingetragen sind, sollen hier nicht aufgeführt werden. Aktennummern in diesem Abschnitt sind ehemalige, jetzt nicht mehr gültige Aktennummern.

| Lage                        | Objekt    | Beschreibung | Akten-Nr. | Bild      |
| --------------------------- | --------- | --- | --------- | --------- |
| Kazmairstraße 60 (Standort) | Mietshaus | deutsche Renaissance, mit Stuck an den beiden Erkern, 1900 von Paul Böhmer; nach Kriegsschäden nur vereinfacht wieder aufgebaut, 2007 aus der Denkmalliste gestrichen |           | Mietshaus |

## Abgegangene Baudenkmäler
In diesem Abschnitt sind Objekte aufgeführt, die früher einmal in der Denkmalliste eingetragen waren, jetzt aber nicht mehr existieren, z. B. weil sie abgebrochen wurden. Aktennummern in diesem Abschnitt sind ehemalige, jetzt nicht mehr gültige Aktennummern.

| Lage                              | Objekt              | Beschreibung | Akten-Nr.       | Bild           |
| --------------------------------- | ------------------- | --- | --------------- | -------------- |
| Schwanthalerstraße 119 (Standort) | Wohnhaus in Ecklage | spätklassizistisch, dreigeschossig, mit Konsolgesims, 1864 von Maurermeister G. Dürr wegen Abriss aus der Denkmalliste genommen | D-1-62-000-6372 | weitere Bilder |